# Anti-Venom
Anti-Venom è un personaggio dei fumetti statunitensi pubblicati da Marvel Comics creato nel 2008. Appare per la prima volta sulle pagine di Spider-Man durante la saga Nuovi modi per morire.

## Biografia del personaggio
Quando Eddie Brock si ammalò gravemente di cancro decise di liberarsi del costume alieno con cui formava Venom e di venderlo al miglior offerente; in seguito, grazie al tocco del filantropo Martin Li (il supercriminale Mister Negativo), venne guarito dalla sua malattia: quando poi il costume alieno tentò di entrare nuovamente in simbiosi con lui, la sua pelle si ricoprì di una sostanza bianca composta di anticorpi ibridi umani/alieni trasformandolo nell'Anti-Venom, il cui unico scopo è liberare il mondo da Venom e dal cancro. Successivamente, nel tentativo di guarire Spiderman dalle radiazioni immesse nel suo corpo dal ragno che gli conferì i poteri, gli sottrasse una parte di essi e da quel momento, quando i due si avvicinano troppo, l'Uomo Ragno perde le sue capacità.
Mentre inseguiva il simbionte alieno con l'obiettivo di distruggerlo, Eddie si imbatté nell'Uomo Radioattivo e Songbird, i quali provarono a sopprimerlo utilizzando il calore e le onde sonore; in seguito ingaggiò una battaglia con l'Uomo Radioattivo pensando che anche lui, con le sue radiazioni, avrebbe provocato il cancro alle persone: Chen esce sconfitto da questo incontro e Songbird lo porta via prima che Brock lo uccida.
Per guarire Mac Gargan e uccidere definitivamente il simbionte, durante una battaglia con quest'ultimo Eddie perde i suoi poteri a causa di un veleno sviluppato da Norman Osborn grazie al mostro Freak, il quale sviluppa un veleno contro l'Anti-Venom che gli viene iniettato da Venom con indosso un'armatura da Scorpione. Quando Gargan cerca di sopprimere l'Anti-Venom viene però fermato dal simbionte, che non vuole uccidere il suo ex ospite. Brock riesce quindi a fuggire e da quel giorno torna a vivere nelle periferie della sua città con il solo scopo di guarire le persone dal cancro.

### Dark Reign: Nuovi modi per morire
Eddie comincia una nuova vita cercando di combattere il crimine e curare le persone malate. Mentre si scontra con una gang per salvare una sua amica tossicodipendente, incontra il Punitore e insieme spazzano via i criminali. Jenna, l'amica di Eddie, viene tuttavia presa in ostaggio; Frank e l'Anti-Venom provano a salvarla, ma quando Castle scopre che il suo alleato è in realtà l'ex criminale Eddie Brock gli spara alla testa. Venom si rialza non appena Frank definisce Jenna "tossica" con i proiettili che gli fuoriescono dal corpo e attacca il Punitore, scagliandolo via ma, non appena si avvicina, Frank richiama lo scudo colpendo l'avversario alla nuca. Nel frattempo la banda messicana prende in ostaggio Jenna e il loro capo si mette a provocare gli eroi; i due, dopo qualche diverbio e scambio di colpi, decidono di partire assieme a Henry, il partner di Frank, per il covo dei malviventi, con l'intenzione di liberare Jenna da una parte e cogliere l'occasione per uccidere tutti i criminali, Anti-Venom compreso, dall'altra.
Durante il viaggio Frank tenterà ancora di uccidere il partner/nemico mentre questi si toglie la maschera in vista della dogana. Una volta arrivati, il Punitore lascia andare Anti-Venom dentro la base, dove viene nuovamente provocato e accerchiato dalla banda messicana, il cui capo lo informa telefonicamente che Jenna è stata drogata. Sentendo che il suo angelo è di nuovo intossicato, Anti-Venom tira fuori il peggio di sé facendo un massacro: uccide chiunque indiscriminatamente e torna dal Punitore, il quale si prepara ad attaccarlo equipaggiandosi con le armi adatte. Nel frattempo i Quintas si organizzano per una difesa.
Quando l'attacco inizia i due eroi sono subito in vantaggio sui numerosi nemici e, nonostante il Punitore venga ferito per un errore di calcolo, finiscono con uscirne pressoché illesi: liberano quindi le ragazze tenute schiave, Jenna compresa, e Anti-Venom, come ultimo atto di crudeltà, uccide il capo dei Quintas, promettendo dal giorno dopo di cambiare. Per un attimo il Punitore sembra voglia sparare di nuovo a Eddie, ma poi mente, dicendo che mancavano i proiettili al suo fucile di precisione e non ha potuto ucciderlo, lasciando nel dubbio se lo reputi un criminale o un eroe.
Durante Spider-Island, Anti-Venom utilizza i suoi anticorpi per permettere a Reed Richards di creare una cura per il virus ragno: così facendo perderà i suoi poteri e sarà considerato un eroe.

## Poteri e abilità
L'Anti-Venom possiede tutti i poteri di Venom e nessuna delle sue debolezze; inoltre può curare le persone dalle radiazioni, dal cancro e da altre malattie (e rilevare questo tipo di impurità). Il suo tocco è letale per i simbionti. Può sollevare 110 tonnellate e può aumentare le sue dimensioni a un margine illimitato incrementando conseguentemente la propria forza fisica, potendo combattere ad armi pari contro qualsiasi nemico. È molto resistente e relativamente immune anche al calore e alle onde soniche. Può produrre organicamente (senza limiti quantitativi, ma sacrificando parte della propria massa) una ragnatela simile a quella di Spider-Man e, come lui, è in grado di arrampicarsi e correre sui muri. Similmente a Venom può creare tentacoli dal corpo per afferrare il nemico ed è più agile, veloce e ha dei riflessi molto superiori a quelli umani. Possiede un fattore rigenerante estremamente rapido. Può inoltre cambiare quasi istantaneamente forma da Anti-Venom a Eddie Brock e può mascherarsi rendendosi identico a chiunque abbia già incontrato. È immune al senso di ragno dell'Uomo Ragno e possiede questo potere e può mutare i propri arti in armi come Carnage (lo si vede generare lame e scudi). Dopo avere assorbito parte delle radiazioni dell'Uomo Ragno, i poteri di quest'ultimo si annullano quando si trova nelle vicinanze dell'Anti-Venom. Può usare parte della propria massa per dirigere i movimenti di un cadavere dall'interno e può aderire alle superfici. L'Anti-Venom diventa maggiormente vulnerabile dopo avere curato una grande quantità di individui o dopo avere sacrificato grandi quantità della sua massa (ciò stava permettendo a Venom di distruggerlo). È inoltre estremamente vulnerabile ad un veleno utilizzato da Norman Osborn, prodotto unendo le sostanze tossiche di Freak e i poteri oscuri di Mr. Negativo. Questi ultimi in particolare annullano la capacità di rigenerazione del simbionte finché sono a contatto con esso (permettendo quindi al veleno di Freak di distruggerlo).

## Altri media

### Televisione
- Anti-Venom compare in Ultimate Spider-Man, dove è legato a Harry Osborn. In questa serie viene creato dal Dottor Octopus usando una parte di Venom. Dopo aver posseduto Harry attaccherà Agente Venom, ferendolo gravemente, per poi venire messo K.O da Spider-Man. Durante l'invasione di Carnage, Harry userà i poteri di Anti-Venom per distruggerlo. Il simbionte verrà apparentemente distrutto durante la purificazione.
- Anti-Venom compare in Spider-Man.

### Videogiochi
- Anti-Venom compare in Marvel Super Hero Squad Online.
- Anti-Venom compare in Spider-Man: Edge of Time, dove viene assoldato da uno scienziato venuto dal 2099 per uccidere Spider-Man.
- Anti-Venom compare in Marvel vs. Capcom 3: Fate of Two Worlds.
- Anti-Venom compare in Marvel: Avengers Alliance.
- Anti-Venom compare in Marvel Heroes.
- Anti-Venom compare in Marvel Puzzle Quest.
- Anti-Venom compare come personaggio giocabile in Spider-Man Unlimited.
- Anti-Venom compare come personaggio giocabile in Marvel: Sfida dei campioni.
- Anti-Venom compare come skin di Venom in Marvel Future Fight.
- Anti-Venom compare in Marvel Avengers Academy.
- Anti-Venom compare in Marvel vs. Capcom: Infinite.
- Anti-Venom compare in Marvel Strike Force.
- Anti-Venom compare in Marvel: La Grande Alleanza 3: L'Ordine Nero.
- Anti-Venom compare in Marvel's Spider-Man 2, dove è legato a Peter Parker in seguito alla purificazione dei residui di Venom contenuti nel suo corpo da parte di Mister Negativo.
- Anti-Venom compare come skin di Venom in Marvel Rivals.